# Metiltiouracil
A metiltiouracil a pajzsmirigyhormonok termelését gátló gyógyszer. Az 1940-es években vezették be pajzsmirigy-túlműködés(en) ellen. Európában már csak korlátozottan alkalmazzák néhány országban (Ausztria, Lengyelország, Svájc).

## Működésmód
Gátolja a tiroid peroxidáz(en), valamint az I-es és II-es típusú tiroxin-5′-dejodináz(en) enzimet.

## Adagolás
Kezdő adag 150–450, a fenntartó 50–150 mg/nap szájon át, 2–4 részletben bevéve.

## Veszélyek
|         | szájon át | hasüregbe |
| ------- | --------- | --------- |
| egér    | 2125      | 200       |
| patkány | 920       | 1500      |

Az LDLo-érték (legkisebb ismert halálos adag) nyúl esetén szájon át 2500 mg/tskg.

## Készítmények[6]
- Alkiron
- Antibason
- Basecil
- Basethyrin
- Metacil
- Methacil
- Methiacil
- Methicil
- Methiocil
- Muracil
- Muracin
- Orcanon
- Prostrumyl
- Strumacil
- Thimecil
- Thiomecil
- Thiomidil
- Thioryl
- Thiothymin
- Thiothyron
- Thiuryl
- Thyreonorm
- Thyreostat
- Thyreostat
- Thyril
- Tiomeracil
- Tiorale M
- Tiotiron

Magyarországon nincs forgalomban.